# 花売り娘
『花売り娘』（はなうりむすめ、西: Las floreras, 英: The Flower Girls）あるいは『春』（はる、西: La Primavera, 英: The Spring）は、スペインのロマン主義の巨匠フランシスコ・デ・ゴヤが1786年に制作した風俗画である。油彩。エル・パルド王宮を装飾するタペストリーのカルトン（原寸大原画）のうち、1786年から1787年にかけて制作された《四季》連作と呼ばれるカルトンの1つ。春の季節を主題とした作品で、『ブドウ摘み、あるいは秋』（La vendimia o El Otoño）の対作品。現在はマドリードのプラド美術館に所蔵されている。また油彩による準備習作が個人コレクションに所蔵されている。

## 制作経緯
ゴヤは生涯で6期63点におよぶタペストリーのためのカルトンの連作を制作した。前作から6年後の1786年から1787年にかけて制作された《四季》連作は第5期にあたり、エル・パルド王宮にあるスペイン国王カルロス3世の会談の間を装飾するため、計13点のカルトンが制作された。ゴヤは友人の商人マルティン・サパテールに宛てた1786年9月12日付の手紙で、《四季》連作のためいくつかの下絵を制作中であると述べているが、おそらく宮殿の部屋を間違えて、王太子夫妻（後のスペイン国王カルロス4世とマリア・ルイサ）の食堂装飾のためのものとしている。しかし《四季》連作のサイズはいずれも王太子夫妻の食堂とはほとんど適合せず、そもそもこの部屋にはすでにゴヤが1776年から1777年にかけて制作した2期連作に基づくタペストリーが設置されていた。13点のカルトンのうち現存するのは12点で、ゴヤは本作品および『ブドウ摘み、あるいは秋』、『脱穀場、あるいは夏』（La era o El Verano）、『吹雪、あるいは冬』（La nevada o El Invierno）、『マスティフを連れた子供たち』（Niños con perros de presa）、『猫の喧嘩』（Riña de gatos）、『木の枝にとまったカササギ』（La marica en un árbol）、『噴水のそばの貧しい人々』（Los pobres en la fuente）、『傷を負った石工』（El albañil herido）、『泉のそばの狩人』（Cazador al lado de una fuente）、『ダルザイナを演奏する羊飼い』（Pastor tocando la dulzaina）、『雄羊に乗った少年』（El niño del carnero）を制作した。本作品は1786年の秋に描かれた。

## 作品

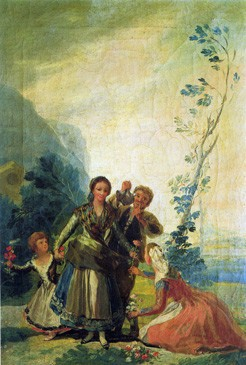
準備習作。個人蔵。

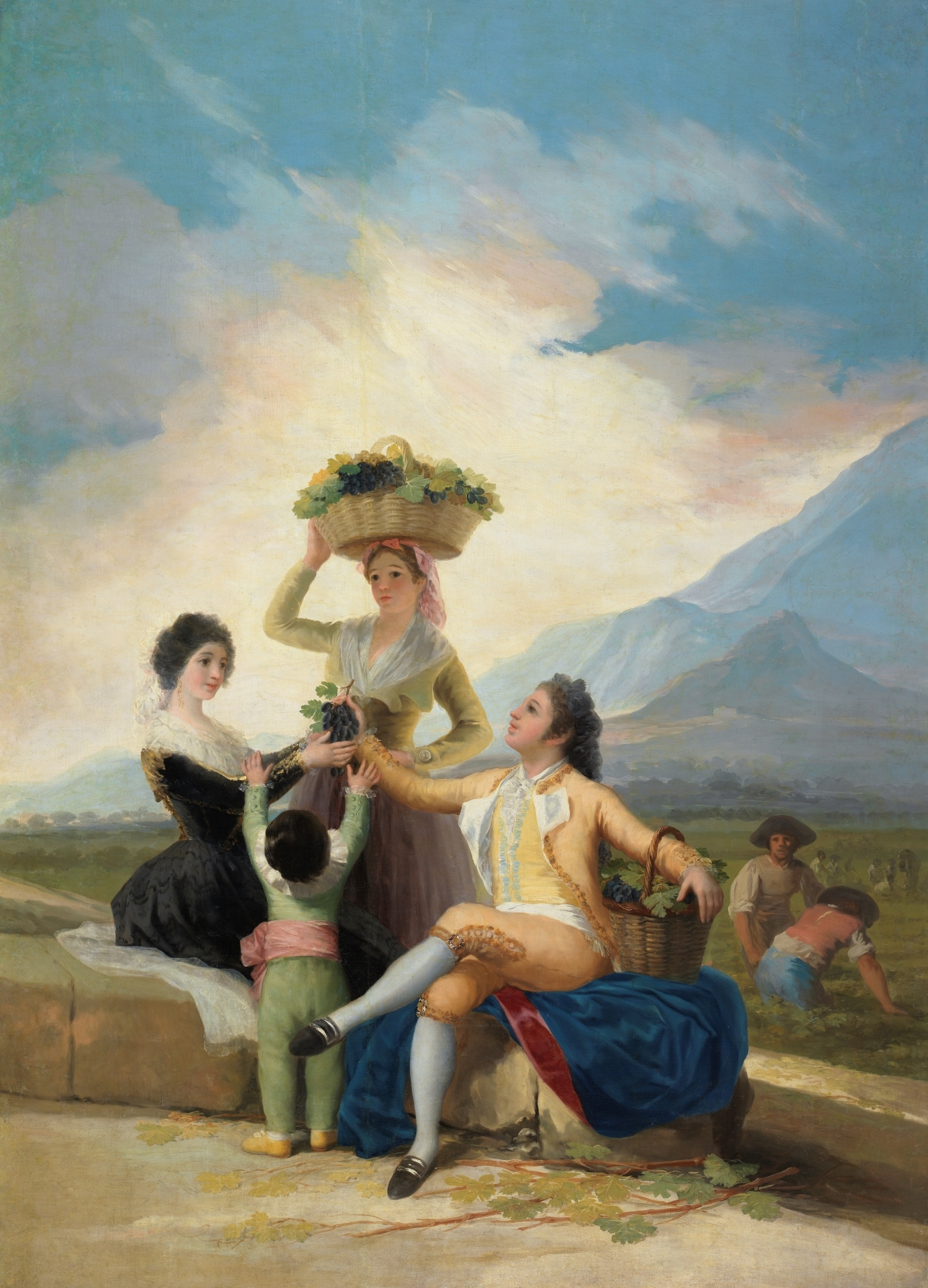
対作品『ブドウ摘み、あるいは秋』。プラド美術館所蔵。

ゴヤは花を持った2人の若い女性を描いている。少女と手を繋いでいる若い女性はもう1人の女性が差し出した一輪のバラの花を受け取っている。もう1人の女性はマハの衣装を着ており、鑑賞者に背を向けたままひざまずいて花を愛でている。彼女たちの後ろにいる男は口に人差し指を当てて、ひざまずいた女性に黙っているよう身振りで伝えながら忍び寄り、右手に持ったウサギの子供で若い女性を驚かせようとしている。背後にはゴヤの風俗画にしばしば登場する山の風景が見える。この高い山々は、ゴヤが1783年夏から1784年にかけてドン・ルイス親王のもとで過ごしたアビラ県アレナス・デ・サン・ペドロ近くのグレドス山脈、あるいはマドリード近郊のグアダラマ山脈を思い出させる。
ゴヤは春の寓意を描くにあたり、初期の多くの画家が伝統的に使用したローマ神話の女神フローラを描くことを避けた。その代わり、実際の人物に花など春の伝統的なアトリビュートを組み合わせた。構図の中央の対角線上に描かれているのはこの花である。ゴヤは登場人物を明確なピラミッド型の構図に配置し、彼女たちの顔を注意深く描写している。ゴヤは彼女たちの雰囲気を画面に映し出すために多大な労力を費やしており、花売り娘の空想にふけるような視線と男の満面の笑みを生み出した。前景でひざまずいた若い女性の優雅な姿勢は、ディエゴ・ベラスケスの『ラス・メニーナス』（Las Meninas）から受けた影響を反映している。
繊細さ、田園のテーマ、色彩の多様性、自然から得た要素により、『花売り娘』はエル・パルド宮殿のタペストリーのために制作されたカルトンの中で最も伝統的かつロココ的な作品となっている。美術史家フォルケ・ノルドストロームは多産の象徴であるウサギは春の象徴でもあると指摘している。ジャニス・A・トムリンソンはこの解釈を続けて、花を女神ヴィーナス、少女を若さと春の再生と関連づけている。

## 来歴
王立タペストリー工場で制作されたタペストリーは翌1788年12月にカルロス3世が死去したため、王宮内の本来の場所に飾られることはなかった。カルトンはおそらく王立タペストリー工場で保管されたのち、1856年から1857年にオリエンテ宮殿の地下室に移された。1870年1月18日と2月9日の王命によりプラド美術館に収蔵された。

## ギャラリー
他の《四季》連作のカルトン
現在『雄羊に乗った少年』のみシカゴ美術館に所蔵されている。

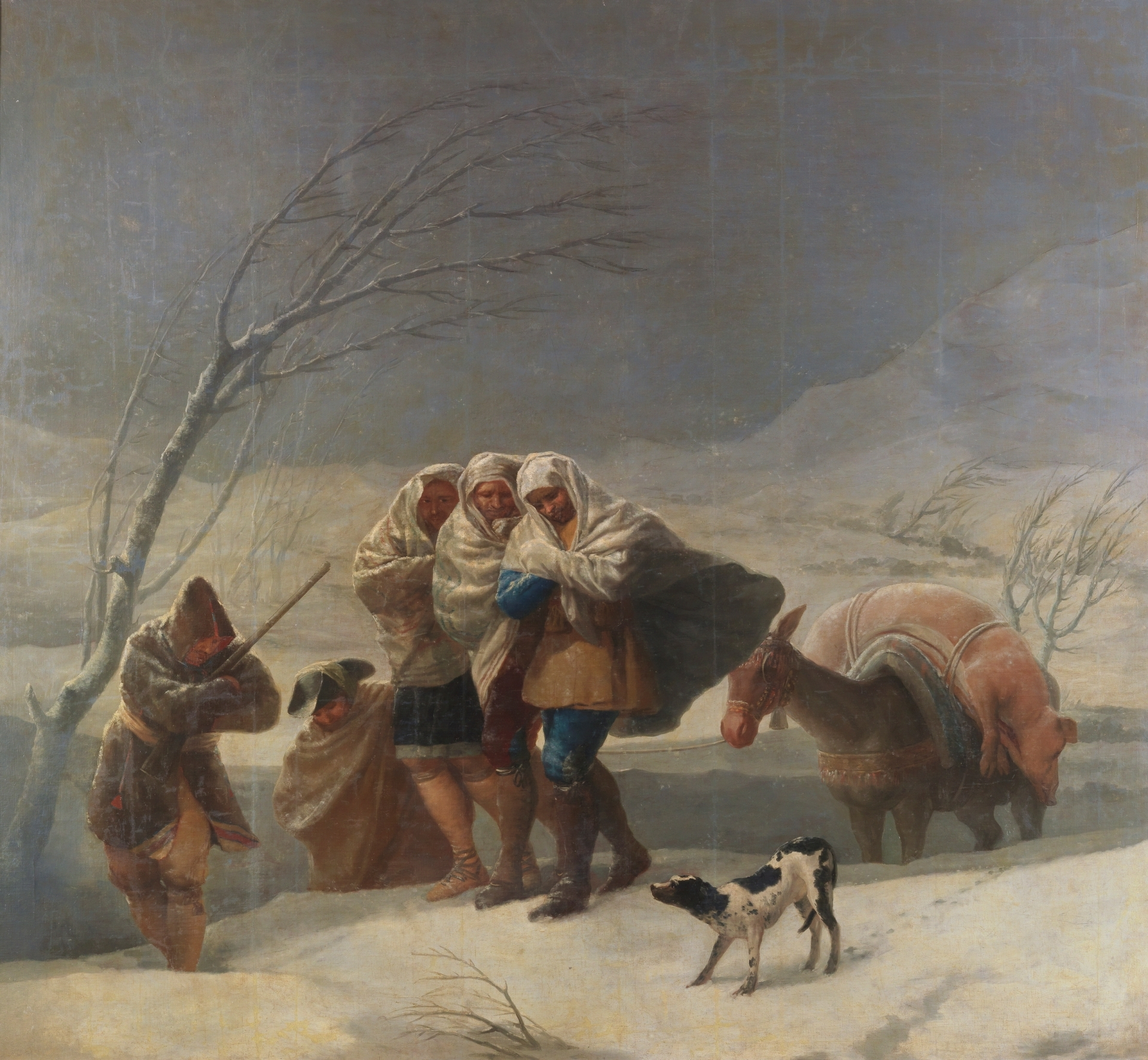
『吹雪、あるいは冬』1786年
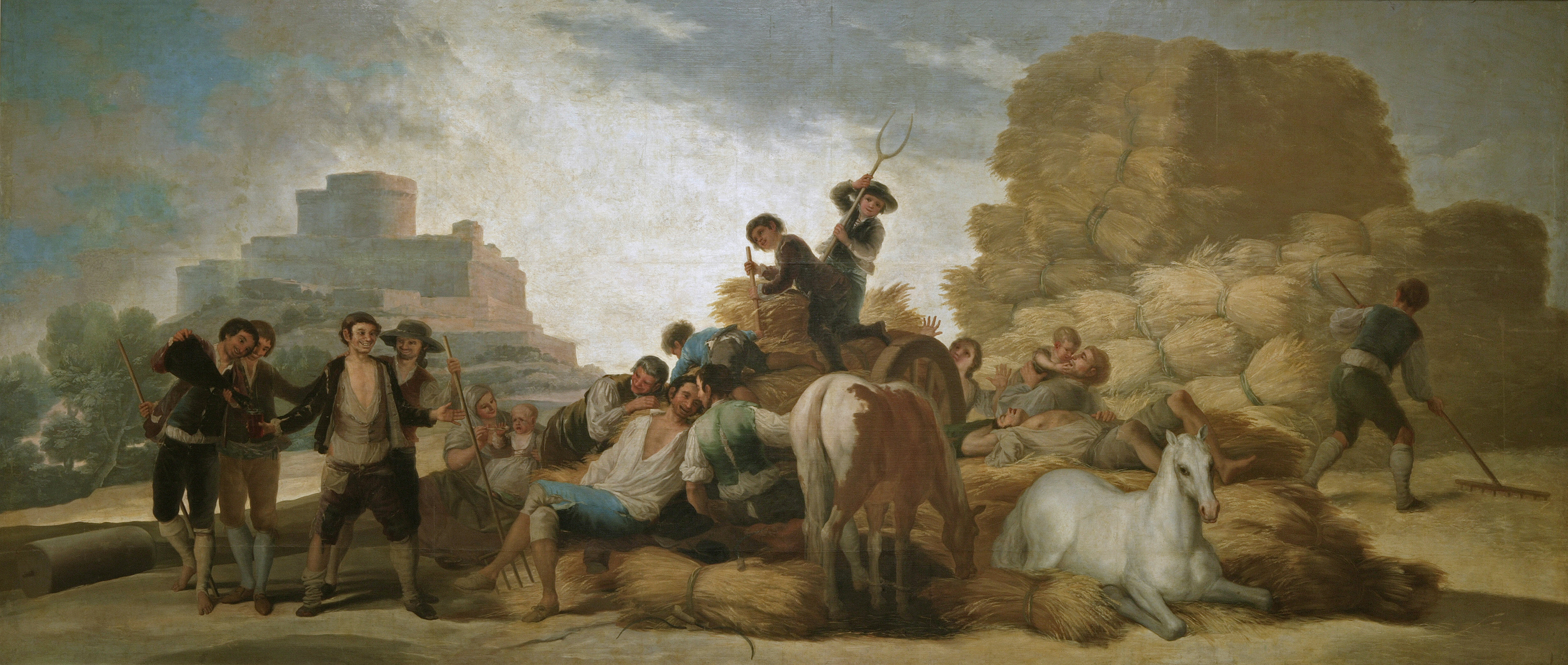
『脱穀場、あるいは夏』1786年
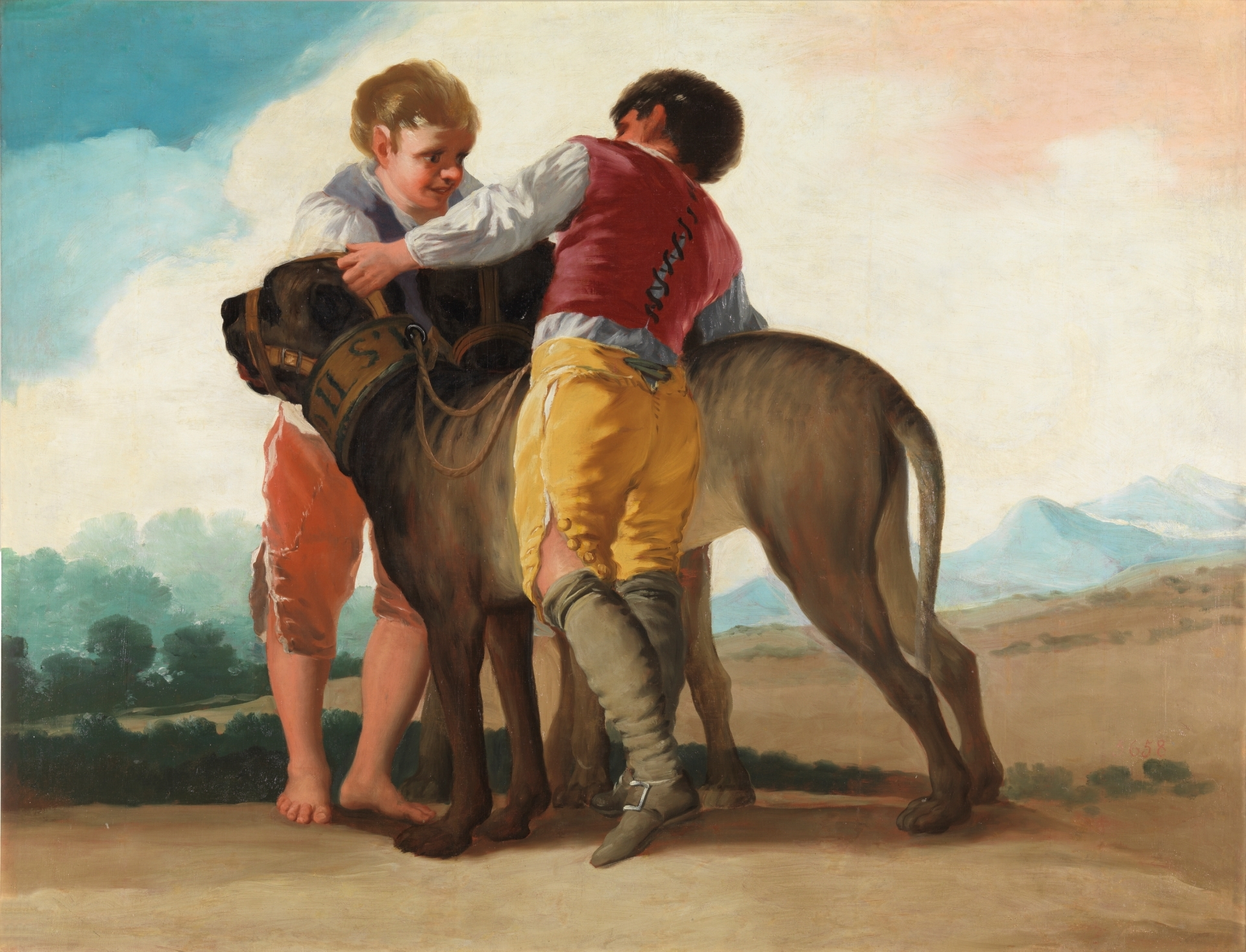
『マスティフを連れた子供たち』1786年
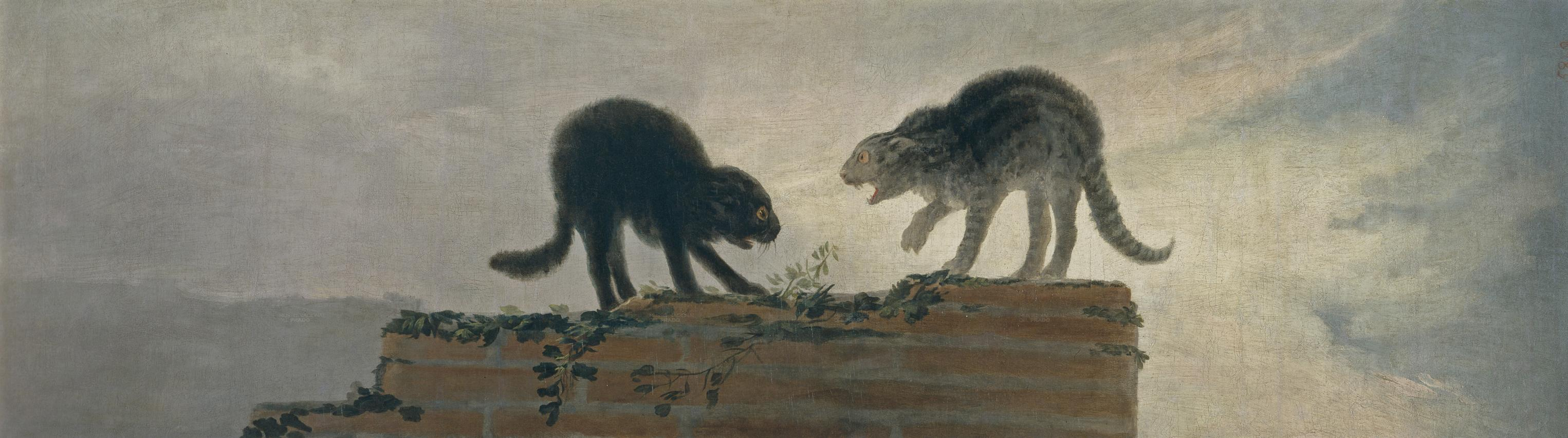
『猫の喧嘩』1786年
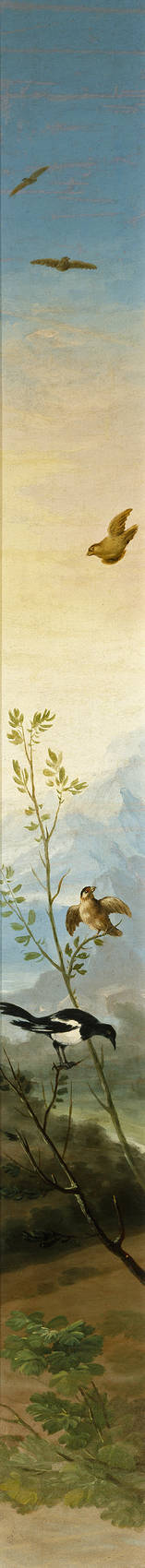
『木の枝にとまったカササギ』1786年
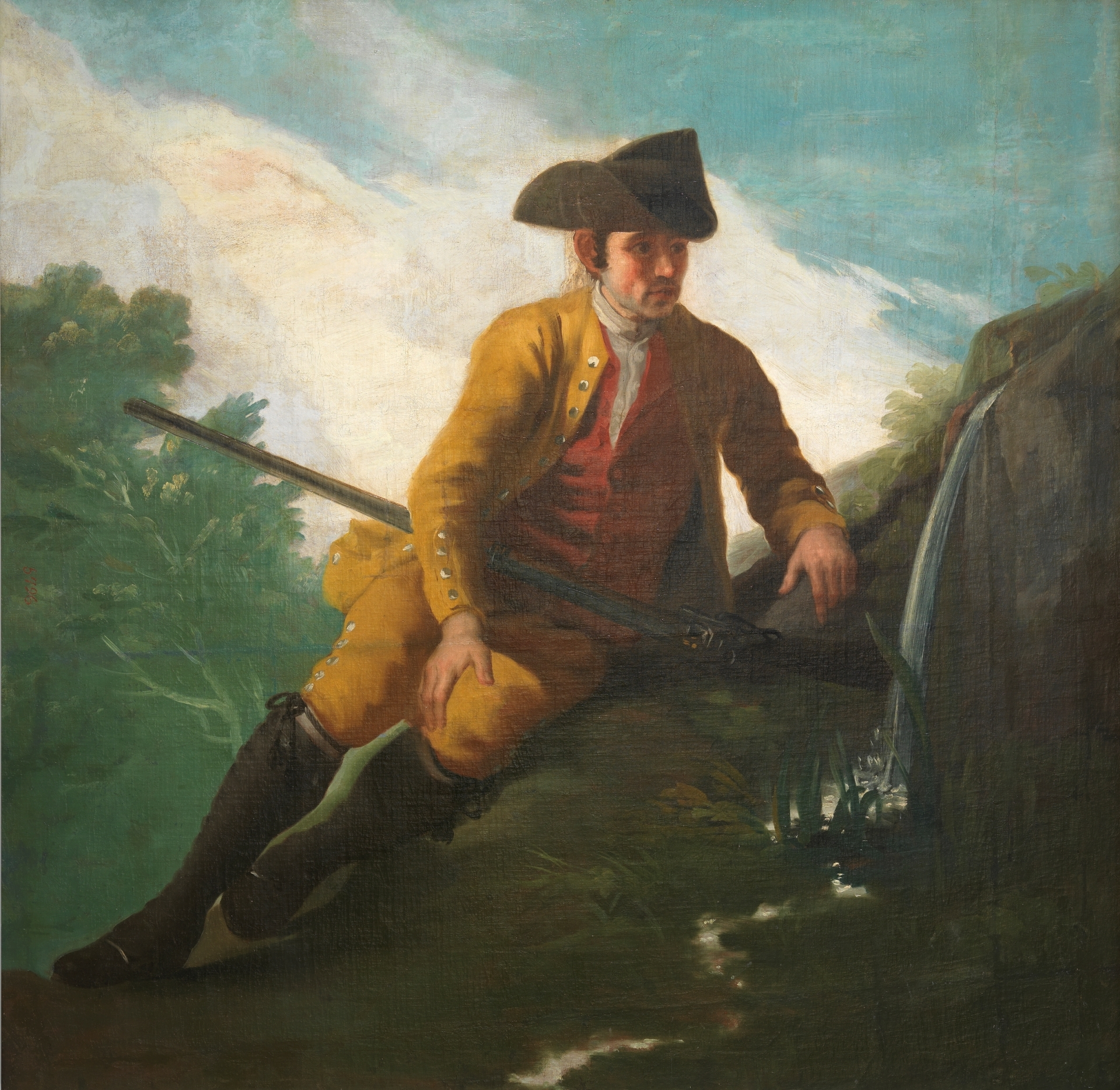
『泉のそばの狩人』1786年-1787年
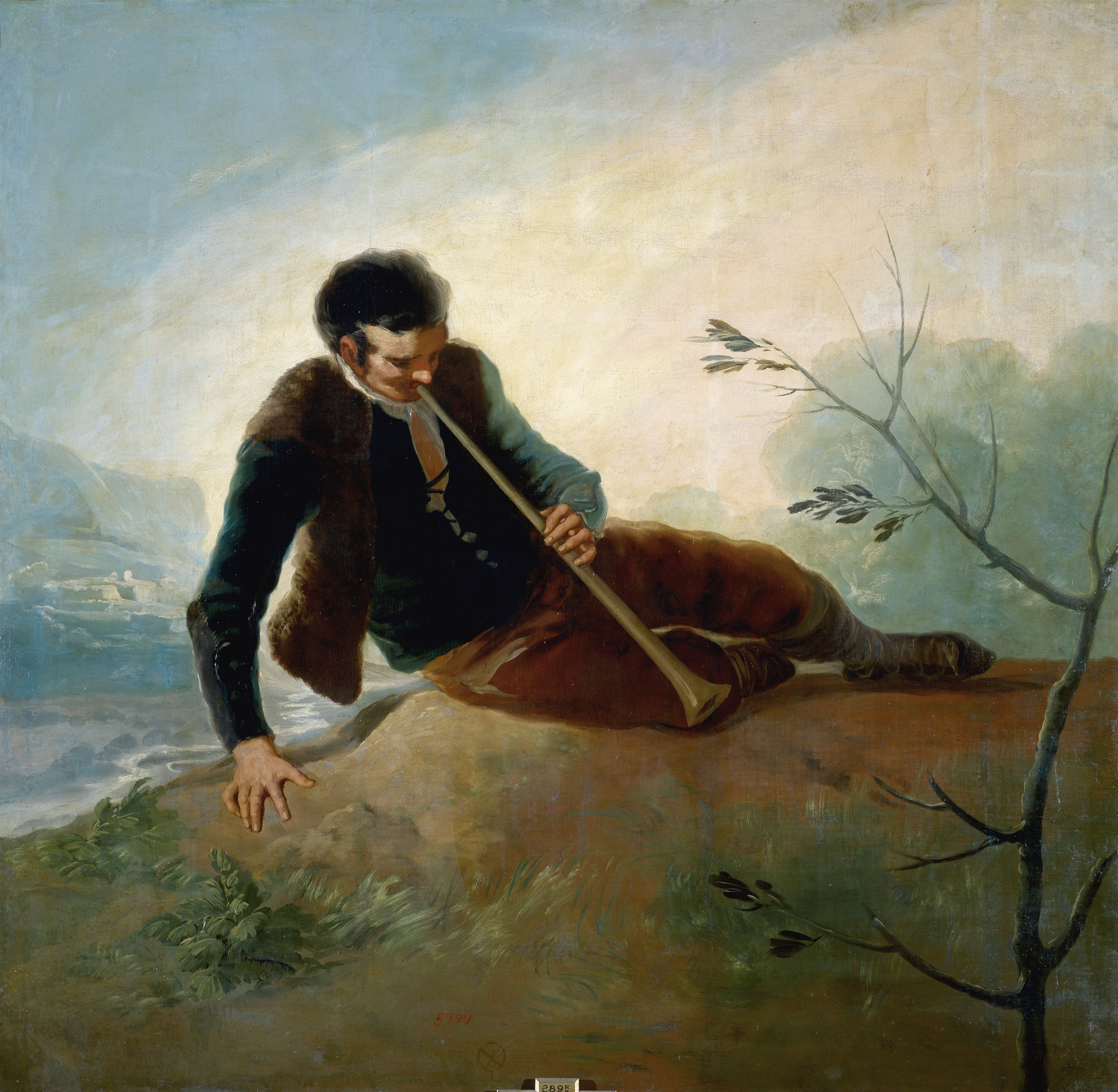
『ダルザイナを演奏する羊飼い』1786年-1787年
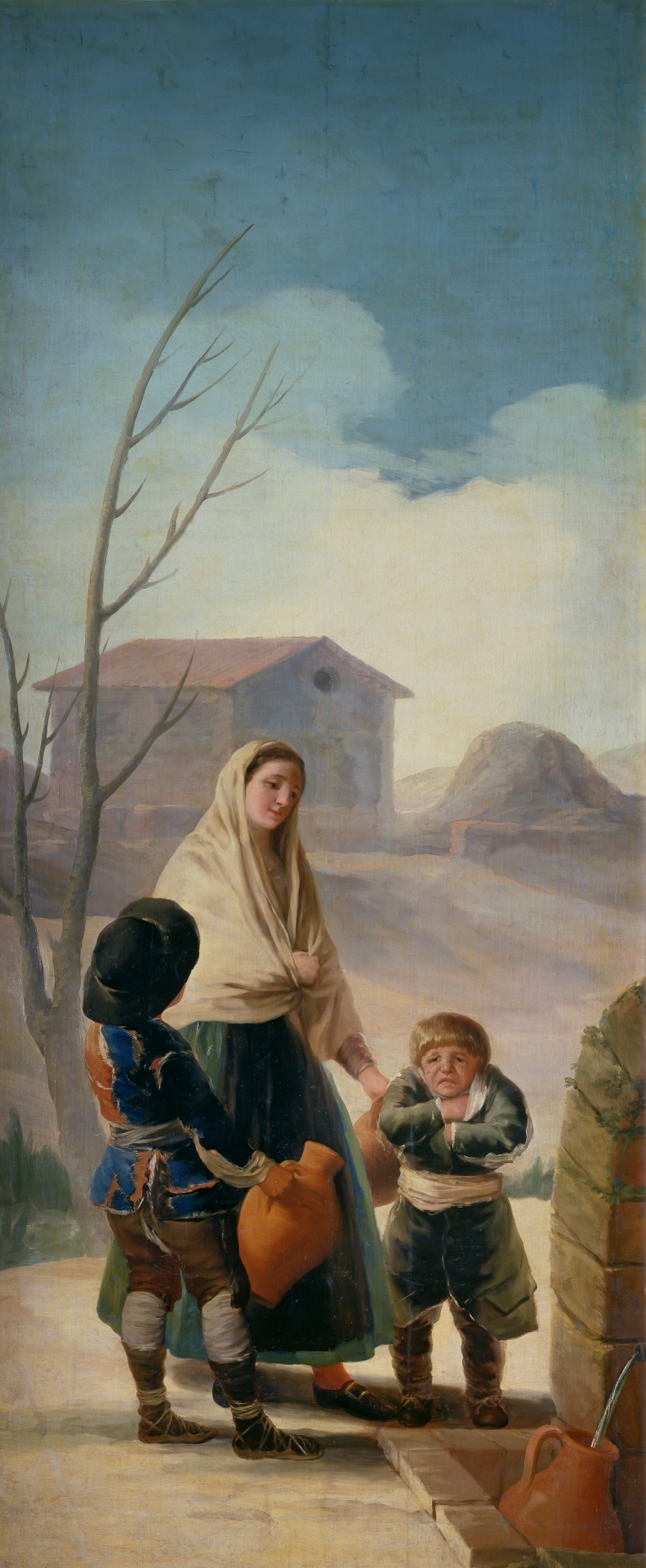
『噴水のそばの貧しい人々』1786年-1787年
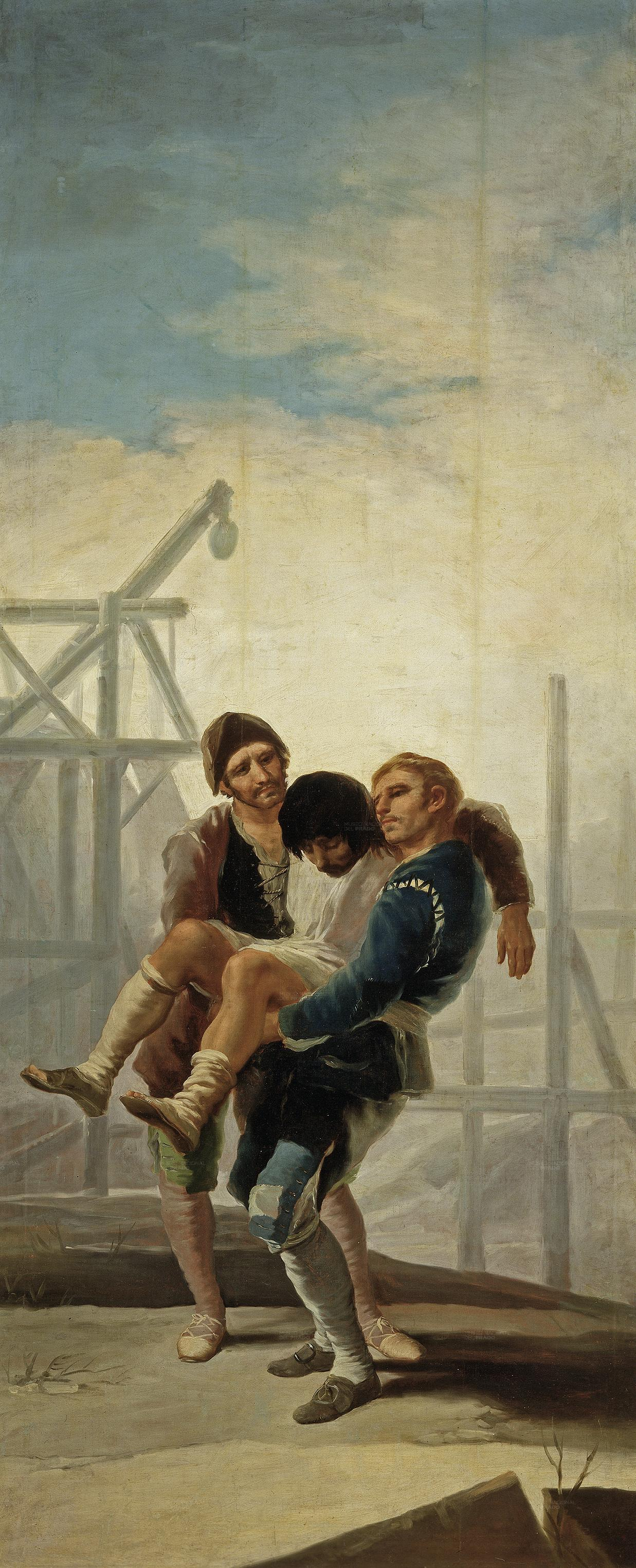
『傷を負った石工』1786年-1787年
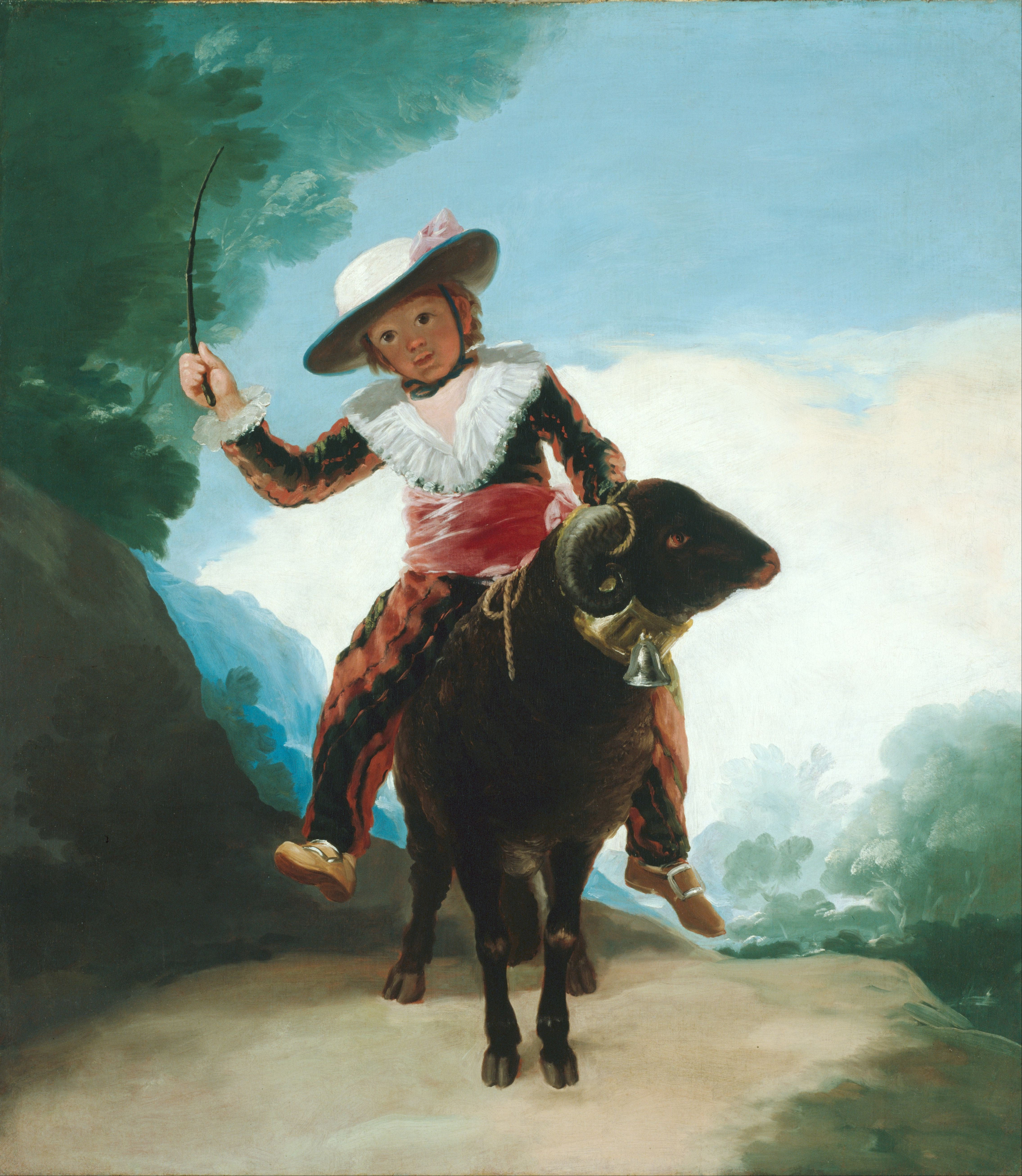
『雄羊に乗った少年』1786年-1787年 シカゴ美術館所蔵